# Хенри Уолъс
Хенри Агард Уолъс (на английски: Henry Agard Wallace) (7 октомври 1888 – 18 ноември 1965) е американски политик, журналист, фермер и бизнесмен, който служи като 33-ти вицепрезидент на САЩ от 1941 до 1945 г. при президента Франклин Рузвелт. Бил е 11-ият министър на земеделието на САЩ (1933-1940) и 10-ият министър на търговията на САЩ (1945-1946). Той е номиниран от новата Прогресивна партия на президентските избори през 1948 г. на които тогавашния президент Хари Труман бива преизбран.
Най-големият син на Хенри С. Уолъс, който служи като министър на земеделието на САЩ от 1921 до 1924 г., Хенри А. Уолъс е роден в селските райони на Айова на 7 октомври 1888 година. След като завършва Държавния университет в Айова през 1910 г., той работи като писател и редактор за фермерското списание на семейството си, Wallaces' Farmer. Той също така основава Hi-Bred Corn Company, компания за хибридна царевица, която става изключително успешна. Уолъс проявява интелектуално любопитство към широк спектър от теми, включително статистика и икономика, и изследва различни религиозни и духовни движения, включително теософията. След смъртта на баща си през 1924 г. Уолъс се отдалечава от Републиканската партия; подкрепя кандидата на демократите Франклин Д. Рузвелт на президентските избори през 1932 г.
Уолъс е министър на земеделието при Рузвелт от 1933 до 1940 година. Той силно подкрепя Новия курс и председателства голяма промяна във федералната селскостопанска политика, прилагайки мерки, предназначени да ограничат селскостопанските излишъци и да облекчат бедността в селските райони. Рузвелт преодолява силната опозиция от консервативните лидери в Демократическата партия и номинира Уолъс за вицепрезидент на Националния конгрес на Демократическата партия през 1940 г. Тандемът Рузвелт-Уолъс печели президентските избори през 1940 г. На Националния конгрес на Демократическата партия през 1944 г. лидерите на консервативната фракция на партията побеждават кандидатурата на Уолъс за преизбиране, поставяйки сенатора от Мисури Хари С. Труман в листата на демократите. В началото на 1945 г. Рузвелт назначава Уолъс за министър на търговията.
Рузвелт умира на 12 април 1945 г. и Труман го наследява като президент. Уолъс продължава да служи като министър на търговията до септември 1946 г., когато е уволнен от Труман за изнасяне на реч, призоваваща за помирителна политика към Съветския съюз. Уолъс и неговите поддръжници след това създават националната Прогресивна партия и започват кампания на трета партия за президент. Прогресивната платформа призовава за помирителни политики към СССР, десегрегация на държавните училища, расово и полово равенство, национална здравноосигурителна програма и други леви политики. Следват обвинения в комунистическо влияние и асоциацията на Уолъс със спорния теософски деец Николай Рьорих подкопава кампанията му; Той получи едва 2,4% от народния вот.
Уолъс скъсва с Прогресивната партия през 1950 г. заради Корейската война, а в статия от 1952 г. нарича Съветския съюз "напълно зъл". Насочвайки вниманието си обратно към иновациите в селското стопанство, той се превръща в изключително успешен бизнесмен. Специализира в разработването и търговията с хибридна царевица за семена и подобрени пилета преди смъртта си на 18 ноември 1965 г. от амиотрофична латерална склероза (ALS) на 77 годишна възраст.